# Ricardo Zentella
Ricardo Zentella Gómez (México, D.F. 1972)
Egresado de la Escuela de Pintura y Grabado "La Esmeralda". Artista plástico, humanista.
Ricardo Zentella Gómez reflexiona sobre el humanismo en una sociedad convulsa alejado de las esferas burguesas y el nepotismo en el arte en México, realiza su lucha de independencia creativa, convencido de que el arte es: Una demostración humana del cómo se hacen las cosas. Prevaleciendo sus valores éticos por encima de los comerciales, plasma en sus cuadros la intención de reflexión acerca del entorno de una ciudad y una comunidad que sobrevive a pesar de las circunstancias. El arte es un servicio.
Declaración Artística
Para quien no puede ver en sí mismo un ser plenamente vivo sin darse una explicación poética de la realidad y decide enfrentar cada día con la empresa de compartir esta explicación, el arte es vital. Para realizarlo es necesario establecer un camino posterior a esta explicación poética, mismo que si bien comienza con la creación de la expresión artística, necesita de una circulación a través de una comunidad de personas que juegan papeles que van desde emitir una opinión hasta financiar su creación o promover su observación. En cada caso se desempeña una labor artística y el arte se presenta como un hecho social. Por lo tanto el artista es tan sólo el primer eslabón de una larga cadena de sucesos. El cuerpo del arte es nutrido por una sociedad, de modo que el artista debe asumir esta relación vital con los agentes que determinan el destino de su obra. De lo contrario esta no superará la dimensión del apunte personal. Una obra de arte responde a la sociedad que la crea.